# Balsan (Inde)
Pour les articles homonymes, voir Balsan.
Entités précédentes :
- Raj britannique

Entités suivantes :
- Inde

Balsan est un ancien État princier des Indes. Il est occupé par le Népal de 1803 à 1815. Il a été intégré à l'État de l'Himachal Pradesh.

## Dirigeants: Thâkur puis Rânâ
- Thâkur
  - 1815 Dharam Singh
  - 1815 - 1858 : Jog Râj (1800-1867)
- Rânâ
  - 1858 - 1867 : Jog Râj
  - 1867 - 1884 : Bhup Singh (+1884)
  - 1884 - 1918 : Bir Singh (1860-1918)
  - 1918 - 1936 : Atar Singh (1868-1936)
  - 1936 - 1943 : Ram Bahâdur Singh
  - 1943-1948 : Vidyabushan Singh (1938-1979)